# Bahnstrecke Ayer–Greenville
| Streckenlänge: | 38,11 km             |                                                 |                                                 |
| Spurweite: | 1435 mm (Normalspur) |                                                 |                                                 |
| |                      |                                                 |                                                 |
| Eigentümer: | MBTA                 |                                                 |                                                 |
| Betriebsführung: | PAR                  |                                                 |                                                 |
| \| \| \| von Boston \| \| \| \| \| Verbindungsgleis nach Worcester \| \| \| \| 0,00 \| Ayer MA (früher Groton Junction, Ayer Junction) \| Ayer MA (früher Groton Junction, Ayer Junction) \| \| \| \| Strecke Worcester–Rochester \| \| \| \| \| nach Fitchburg \| \| \| \| \| Nashua River \| \| \| \| \| Strecke nach Milford (Squannacook Junction) \| \| \| \| 6,05 \| West Groton MA \| West Groton MA \| \| \| 7,44 \| Vose MA \| Vose MA \| \| \| 13,29 \| Townsend MA Harbor \| Townsend MA Harbor \| \| \| 16,21 \| Townsend MA \| Townsend MA \| \| \| \| Squannacook River \| \| \| \| 18,67 \| West Townsend MA (früher Skowhegan) \| West Townsend MA (früher Skowhegan) \| \| \| \| Squannacook River \| \| \| \| 26,15 \| Mason NH (früher Mason Centre) \| Mason NH (früher Mason Centre) \| \| \| 30,75 \| Pratt NH (früher Wilton, Pratts) \| Pratt NH (früher Wilton, Pratts) \| \| \| 38,11 \| Greenville NH (früher Mason Village) \| Greenville NH (früher Mason Village) \| |                      |                                                 |                                                 |
| Strecke |                      | von Boston                                      | von Boston                                      |
| Abzweig geradeaus und nach links |                      | Verbindungsgleis nach Worcester                 | Verbindungsgleis nach Worcester                 |
| Bahnhof | 0,00                 | Ayer MA (früher Groton Junction, Ayer Junction) | Ayer MA (früher Groton Junction, Ayer Junction) |
| Kreuzung (Querstrecke außer Betrieb) |                      | Strecke Worcester–Rochester                     | Strecke Worcester–Rochester                     |
| Abzweig geradeaus und nach links |                      | nach Fitchburg                                  | nach Fitchburg                                  |
| Brücke über Wasserlauf |                      | Nashua River                                    | Nashua River                                    |
| Abzweig geradeaus und ehemals nach rechts |                      | Strecke nach Milford (Squannacook Junction)     | Strecke nach Milford (Squannacook Junction)     |
| Dienststation / Betriebs- oder Güterbahnhof | 6,05                 | West Groton MA                                  | West Groton MA                                  |
| Dienststation / Betriebs- oder Güterbahnhof | 7,44                 | Vose MA                                         | Vose MA                                         |
| ehemaliger Bahnhof | 13,29                | Townsend MA Harbor                              | Townsend MA Harbor                              |
| Betriebs-/Güterbahnhof Strecke ab hier außer Betrieb | 16,21                | Townsend MA                                     | Townsend MA                                     |
| Brücke über Wasserlauf (Strecke außer Betrieb) |                      | Squannacook River                               | Squannacook River                               |
| Bahnhof (Strecke außer Betrieb) | 18,67                | West Townsend MA (früher Skowhegan)             | West Townsend MA (früher Skowhegan)             |
| Brücke über Wasserlauf (Strecke außer Betrieb) |                      | Squannacook River                               | Squannacook River                               |
| Bahnhof (Strecke außer Betrieb) | 26,15                | Mason NH (früher Mason Centre)                  | Mason NH (früher Mason Centre)                  |
| Haltepunkt / Haltestelle (Strecke außer Betrieb) | 30,75                | Pratt NH (früher Wilton, Pratts)                | Pratt NH (früher Wilton, Pratts)                |
| Kopfbahnhof Streckenende (Strecke außer Betrieb) | 38,11                | Greenville NH (früher Mason Village)            | Greenville NH (früher Mason Village)            |

Die Bahnstrecke Ayer–Greenville ist eine Eisenbahnverbindung in Massachusetts und New Hampshire (Vereinigte Staaten). Sie ist etwa 38 Kilometer lang und verbindet die Städte Ayer, Townsend und Greenville miteinander. Der Abschnitt Ayer–Townsend gehört den Pan Am Railways, ist jedoch nördlich von Vose außer Betrieb. Der übrige Teil der Strecke ist stillgelegt und abgebaut.

## Geschichte
Die am 8. Juli 1846 gegründete Peterborough and Shirley Railroad beabsichtigte, eine von der Bahnstrecke Boston–Fitchburg der Fitchburg Railroad abzweigende Strecke nach Peterborough zu bauen. 1847 begannen die Bauarbeiten und im Januar 1848 war Skowhegan (heute West Townsend) erreicht, im November 1850 schließlich Mason Village (heute Greenville). Geplant war, über New Ipswich bis nach Peterborough zu bauen, was jedoch nie ausgeführt wurde. 
Noch vor Eröffnung der Strecke pachtete die Fitchburg Railroad ab 1. Januar 1848 die Bahn für 12 Jahre und kaufte sie nach Ablauf des Pachtvertrags am 24. März 1860 endgültig auf. Ab 1900 stand die Strecke unter der Kontrolle der Boston and Maine Railroad. Haupttransportgut waren Textilien, die in Greenville produziert wurden, ein Steinbruch in Mason sowie eine Papierfabrik in Vose. Daneben fand auch ein bescheidener Personenverkehr statt. Der Fahrplan vom 28. September 1913 sah drei werktägliche sowie ein sonntägliches Personenzugpaar zwischen Ayer und Greenville vor. Alle Züge hatten in Ayer Anschluss von und nach Boston. Die Fahrzeit betrug zwischen 55 und 60 Minuten.
Am 8. Juli 1933 wurde der Personenverkehr eingestellt. Im Mai 1972 endete der Güterverkehr nördlich von Townsend, nachdem ein Teil der Strecke unterspült worden war. Die Strecke wurde nicht repariert und 1979 offiziell stillgelegt. 1976 verkaufte die Boston&Maine die übrige Strecke an die Massachusetts Bay Transportation Authority, pachtete sie jedoch und führte weiterhin den Betrieb. Im November 1981 endete der Güterverkehr zwischen Vose und Townsend, eine Stilllegung dieses Abschnittes erfolgte jedoch noch nicht. Die Pacht und Betriebsführung ging 1983 auf die Guilford Transportation über, die seit 2006 unter dem Namen Pan Am Railways firmiert. Die Papierfabrik in Vose wird weiterhin über die Bahnstrecke bedient.

## Streckenbeschreibung
Die Bahn biegt am Bahnhof Ayer aus der Hauptstrecke der Fitchburg Railroad aus und führt zunächst nordwestwärts über den Nashua River nach West Groton. Ab hier folgt die Bahn dem Squannacook River und überquert ihn im Stadtgebiet von Townsend zweimal. In West Townsend biegt die Trasse nach Norden ab und führt über die Staatsgrenze nach New Hampshire. Hier passiert sie das Dorf Mason. Der Bahnhof lag abseits des Ortes im Wald. Nach dem Haltepunkt Pratt vollführt die Strecke eine Kurve erst nach Westen und dann nach Süden, um wenige Kilometer weiter den Endpunkt Greenville zu erreichen.